# Vanessa Nygaard
Vanessa Nygaard (* 13. März 1975 in Scottsdale, Arizona) ist eine US-amerikanische Basketballtrainerin und ehemalige -spielerin. 
Von 1994 bis 1998 spielte sie College-Basketball für die Stanford University. Beim  WNBA Draft 1998 wurde sie an 39. Stelle von New York Liberty ausgewählt. Verletzungsbedingt kam sie in der Saison jedoch nicht zum Einsatz. In der Saison 1999 stand sie bei den Cleveland Rockers unter Vertrag. Von 2000 bis 2001 spielte Nygaard für Portland Fire, 2002 für Miami Sol und 2003 für die Los Angeles Sparks.
Nach Beendigung ihrer Spielerkarriere fungierte sie von 2003 bis 2004 als Assistenztrainerin für die Damenbasketballmannschaft der California State University in Long Beach. Von 2004 bis 2008 war sie Assistenztrainerin an der Pepperdine University und 2008 in gleicher Funktion für den WNBA-Verein San Antonio Stars tätig. In den Jahren 2008 bis 2021 trainierte sie die Mannschaft der Windward School. In der WNBA-Saison 2021 war sie Assistenztrainerin der Las Vegas Aces. Seit 2022 ist sie Cheftrainerin von Phoenix Mercury.